# František Kianek
František Kianek byl rakouský politik české národnosti z Moravy; poslanec Moravského zemského sněmu a starosta Telče.

## Biografie
Působil jako starosta Telče. Tuto funkci zastával od roku 1861 do roku 1874. Byl prvním českým starostou města.
V 60. letech se zapojil i do vysoké politiky. V zemských volbách v lednu 1867 byl zvolen na Moravský zemský sněm, za kurii městskou, obvod Dačice, Telč, Slavonice, Jemnice. V zemských volbách v březnu 1867 byl v tomto obvodu ovšem zvolen Ferdinand Heidler starší. Do sněmu se Kianek ještě krátce vrátil v zemských volbách v září 1871. V krátce poté konaných zemských volbách v prosinci 1871 již ho na sněmu nahradil Anton Leydolt. V roce 1867 byl oficiálním kandidátem Moravské národní strany (staročeské). Oficiálním kandidátem Národní strany byl i v zemských volbách roku 1870.